# Binh biến tại Việt Nam Cộng hòa tháng 12 năm 1964
Binh biến tại Việt Nam Cộng hòa tháng 12 năm 1964 là một cuộc binh biến do Hội đồng Quân lực do các tướng lĩnh của Quân lực Việt Nam Cộng hòa thực hiện vào tối ngày 19 tháng 12 năm 1964. Cuộc binh biến đã thực sự giải tán cơ cấu chính quyền Thượng Hội đồng Quốc gia và chuyển quyền lãnh đạo thực tế của chính quyền Việt Nam Cộng hòa vào tay các tướng lĩnh quân nhân.

## Giải tán Thượng Hội đồng Quốc gia
Ở miền Nam Việt Nam lại đảo chính thêm lần nữa do Thiếu tướng Nguyễn Khánh và một nhóm tướng lĩnh do Thiếu tướng không quân Nguyễn Cao Kỳ và Thiếu tướng lục quân Nguyễn Văn Thiệu chỉ huy. Cuộc đảo chính là một phần của sự bất ổn chính trị tiếp tục nổ ra sau khi Tổng thống Ngô Đình Diệm bị sát hại trong cuộc đảo chính tháng 11 năm 1963. Cuộc đảo chính vào ngày này được thiết kế bởi một nhóm các sĩ quan quân đội trẻ, những người đã chán ngấy với những gì họ tin là một chính phủ không hiệu quả của nhóm tướng lĩnh lớn tuổi thuộc Hội đồng Quân nhân Cách mạng. Khánh và Hội đồng Quân lực mới được thành lập, gồm các vị tướng đã tham gia vào cuộc đảo chính, đã khôi phục lại quyền kiểm soát dân sự vào ngày 07/01/1965 với một chính phủ do Trần Văn Hương dẫn dắt. Hương tỏ ra không thể thành lập được một chính phủ hữu hiệu và Hội đồng Quân lực đã lật đổ ông vào ngày 27, đồng thời đưa tướng Khánh lên nắm quyền.

## Những tác động chính trị
Tuy nhiên, Khánh cũng bị lật đổ bởi một cuộc đảo chính khác vào ngày 18/02/1965 do Kỳ và Thiệu lãnh đạo. Khánh sau đó đã sang Hoa Kỳ định cư tại Palm Beach, Florida.
Tới 12/06/1965, một cuộc đảo chính nữa lại nổ ra, khi Nguyễn Văn Thiệu và Nguyễn Cao Kỳ lại lật đổ chính phủ do Phan Huy Quát đứng đầu. Thiệu thành Quốc trưởng còn Kỳ làm Thủ tướng.